# Les Moutiers-en-Auge
Les Moutiers-en-Auge – miejscowość i gmina we Francji, w regionie Normandia, w departamencie Calvados.
Według danych na rok 1990 gminę zamieszkiwało 126 osób, a gęstość zaludnienia wynosiła 12 osób/km² (wśród 1815 gmin Dolnej Normandii Les Moutiers-en-Auge plasuje się na 760. miejscu pod względem liczby ludności, natomiast pod względem powierzchni na miejscu 475.).